# Newport 1958
Newport 1958 è un album live del 1958 del musicista e compositore jazz Duke Ellington pubblicato dalla Columbia Records, registrato in parte al Newport Jazz Festival di quell'anno, e in seguito negli studi della Columbia di New York dove furono sovraincisi gli applausi e i rumori del pubblico di Newport.

## Tracce
1. Just Scratchin' the Surface (Duke Ellington) - 6:45
2. El Gato (William "Cat" Anderson) - 4:18
3. Happy Reunion (Duke Ellington) - 2:58
4. Multi-Colored Blue (Billy Strayhorn) - 5:33
5. Princess Blue (Duke Ellington) - 10:33
6. Jazz Festival Jazz (Duke Ellington, Billy Strayhorn) - 7:20
7. Mr. Gentle and Mr. Cool (Harold Shorty Baker, Duke Ellington) - 7:06
8. Juniflip (Duke Ellington) - 3:49
9. Prima Bara Dubla (Duke Ellington, Billy Strayhorn) - 5:43
10. Hi Fi Fo Fum (Duke Ellington) - 5:58